# Kuusamon Pallo-Karhut (pallavolo femminile)
Il Kuusamon Pallo-Karhut è una società pallavolistica femminile finlandese con sede a Kuusamo: milita nel campionato finlandese di Lentopallon Mestaruusliiga; fa parte della società polisportiva Kuusamon Pallo-Karhut.

## Rosa 2018-2019
| N° | Nome                  | Ruolo | Data di nascita   | Nazionalità sportiva |
| -- | --------------------- | ----- | ----------------- | -------------------- |
| 1  | Eveliina Rautiainen   | L     | 1º aprile 1995    | Finlandia            |
| 2  | Venla Huurne          | P     | 13 maggio 1997    | Finlandia            |
| 3  | Jenna Mustonen        | S     | 3 aprile 2002     | Finlandia            |
| 4  | Nea Haatainen         | C     | 26 settembre 2000 | Finlandia            |
| 5  | Trine Kjelstrup       | S     | 4 dicembre 1994   | Danimarca            |
| 6  | Iina Niemelä          | L     | 26 marzo 1999     | Finlandia            |
| 7  | Essi Helminen         | S     | 18 agosto 1994    | Finlandia            |
| 8  | Adeja Lambert         | S     | 25 gennaio 1996   | Stati Uniti          |
| 9  | Mia Swanegan          | C     | 18 gennaio 1996   | Stati Uniti          |
| 10 | Anni Karjalainen      | C     | 20 gennaio 2000   | Finlandia            |
| 11 | Adeja Lambert         | C     | 11 giugno 1998    | Stati Uniti          |
| 12 | Jennifer Nogueras     | P     | 1º agosto 1991    | Porto Rico           |
| 13 | Minna Uusi-Illikainen | O     | 7 maggio 2000     | Finlandia            |
| 16 | Jonna Wasserfaller    | C     | 20 aprile 1994    | Svezia               |
| 17 | Kristen Moncks        | L     | 31 luglio 1992    | Canada               |

## Palmarès
- Campionato finlandese: 2

2021-22, 2022-23
- Coppa di Finlandia: 1

2021